# Municipio de Liberty (condado de Washington, Ohio)
El municipio de Liberty (en inglés: Liberty Township) es un municipio ubicado en el condado de Washington en el estado estadounidense de Ohio. En el año 2010 tenía una población de 481 habitantes y una densidad poblacional de 6,3 personas por km².

## Geografía
El municipio de Liberty se encuentra ubicado en las coordenadas 39°33′25″N 81°18′12″O / 39.55694, -81.30333. Según la Oficina del Censo de los Estados Unidos, el municipio tiene una superficie total de 76.38 km², de la cual 76,37 km² corresponden a tierra firme y (0 %) 0 km² es agua.

## Demografía
Según el censo de 2010, había 481 personas residiendo en el municipio de Liberty. La densidad de población era de 6,3 hab./km². De los 481 habitantes, el municipio de Liberty estaba compuesto por el 98,96 % blancos, el 0,21 % eran afroamericanos y el 0,83 % eran de una mezcla de razas. Del total de la población el 0,21 % eran hispanos o latinos de cualquier raza.